# Lagertha
Lagertha, Ladgertha, Ladgerda o Lathgertha va ser una skjaldmö, semillegendària guerrera vikinga de Dinamarca, que segons algunes fonts i sagues nòrdiques era una de les esposes del cabdill Ragnar Lodbrok. El seu nom, transcrit per Saxo Grammaticus com a Lathgertha, és probablement una llatinització del nòrdic antic Hlaðgerðr (Hladgerd).
Segons la Gesta Danorum de Saxo, fou una guerrera i reconeguda valquíria, dona de Ragnar Lodbrok. La seva carrera bèl·lica s'inicia quan Frø, un cabdill tribal dels suions, va envair Noruega i va matar a un Jarl cap a l'any 840. Frø va anunciar que les dones de la família del jarl havien de formar part d'un bordell. Ragnar Lodbrok va emprendre una batalla contra ell amb el seu exèrcit, moltes dones es van abillar com a homes i van anar al campament de Ragnar per evitar la humiliació, algunes es van posicionar per lluitar al costat dels homes. Lathgertha es va unir a l'exèrcit de Ragnar per lluitar, deixant una gran impressió al cabdill viking:
Lagertha, una sorprenent i preparada skjaldmö qui, com a dona, va tenir el coratge d'un home, lluitant al capdavant entre els més valerosos, amb el seu llarg cabell sobre les espatlles. Tots se sorprenien de les seves insuperables gestes, la seva espasa sobre el cap li traïa la seva condició com a dona.
Impressionat pel seu valor, Ragnar la va festejar. Lathgertha va fingir interès però quan Ragnar va demanar la seva mà, es va trobar amb un os i un gran gos protegint l'estatge. Ragnar va matar a l'os amb la seva llança i va deixar al gos ferit de mort, així es va guanyar la mà de Lathgertha.
En tornar a Dinamarca, on havia lluitat en una guerra civil, Ragnar estava molest després de lluitar contra bèsties i es va divorciar de Lathgertha, buscant el favor d'una jove princesa sueca Thora, també coneguda com a Aslaug o Kraka. Ragnar va viatjar a Suècia per aconseguir la mà del seu nou amor, però al seu retorn a Dinamarca van seguir les batusses de la guerra civil. Aparentment Lathgertha encara mantenia certa feblesa per Ragnar i va anar a Dinamarca per ajudar-lo, acompanyada del seu nou marit i fill, amb una flota de 120 naus, segons Saxo:
[…] amb gran vitalitat en contradicció amb el petit marge de la seva oferta, va despertar el tremp de la vacil·lant soldadesca amb una esplèndida mostra de valentia. Literalment va volar al voltant de la rereguarda de l'enemic desprevingut en una maniobra de cercles i portant al pànic al campament dels seus adversaris.
La batalla de Laneus va ser molt dura. En el moment culminant de la batalla, Siward, un dels fills de Ragnard va ser ferit i va caure en combat, provocant el desconcert entre els seus. En aquest moment clau, Lathgertha va atacar, perseguint i aguaitant a l'enemic.
Després de tornar a Noruega, es va enemistar amb el seu marit, el va matar amb una llança i va assentar el seu poder com a jarl, segons la Gesta Danorum:
[…] a aquesta presumptuosa dama li va semblar més agradable governar sense el seu marit que compartir el tron amb ell.